# Вайнер, Борис Григорьевич
Борис Гиршевич Вайнер (р. 25 января 1948, п. Буревестник, Курильский район, Сахалинская область, РСФСР, СССР) — российский детский поэт, прозаик, переводчик, автор-исполнитель.

## Биография
Борис Вайнер родился в Сахалинской области. Отец его, Гирш Файвушевич Вайнер, был юристом, а мать, Ида Иосифовна Горина, — врачом. Раннее детство провёл в деревне Матвеевка (ныне Мензелинского района Татарстана) и в Бугульме, затем (в 1960-м) семья переехала в Казань. Окончил казанскую школу № 131 и филологический факультет Казанского педагогического института.
В студенческие годы вместе с Борисом Львовичем, Лидией Григорьевой и другими был актёром театра миниатюр Казанского университета УТЮГ (Университетский Театр Юмора и Гротеска), руководимого режиссёром Борисом Максмовым. Работал в газетах, в частности, в «Вечерней Казани», затем выпускал и редактировал детские журналы «Барабашка», «Зонтик», «Будильник». Писать (не считая нескольких школьных «проб пера») стал довольно поздно — около тридцати. Как и многие детские авторы, начинал со взрослой юмористики. С произведениями для детей публиковался в журналах «Весёлые картинки», «Колобок», «Искорка»,"Мурзилка", «Трамвай», «Миша», «Вовочка», «Кукумбер», «Куча-мала», «Буратино», «Простоквашино», «Радуга», «Простокваша», «Мурр», «Читайка», «Огонёк»,"Фонтан", «Сверчок», «Чердобряк», «Вверх тормашками» и других. Автор ряда книг детских стихов и прозы, среди которых «Удивительный волк» (1994), «Ни капельки не страшно» (2001), «Нинзя из Самураевки» (2006), «Школьные хайку» (2006), «Волшебная книга» (2009), «Певчий кот» (2016), «О дырках в зонтике и о других важных вещах» (2016), «На что похожи тени?» (2017), «Легенды Казани» (2018, 2-е изд. 2021), «Негде яблоку упасть!» (2018), «Алмазная гора» (2019), «Дорога по чайному блюдцу» (2022), "Луковый лес" (2023)  и др. Переводчик с английского («Король Золотой Реки» Джона Раскина, «Рафти-Тафти Голливог» Руфь Айнсворт, «Маленький сахарный дом» Энид Блайтон, стихи из «Песенок Матушки Гусыни» и др.) и татарского (в частности, татарских народных сказок, а также татарской поэзии для детей — например, в книге «Полотенце в семь цветов», 2022). Некоторые произведения Б.Вайнера вошли в учебники и хрестоматии для младшей школы, изданные в России и ближнем зарубежье.
Взрослым читателям адресованы поэтический сборник «Оловянный, деревянный и стеклянный» (2009, 2-е изд..2014), книга комических эпитафий (авторских и переводных с английского) «Кладбищенский юмор» (2018) и сборник стихов и прозы «Прямо в небеса» (2019).
Борис Вайнер сочинил немало песен для взрослых и детей — как тех, где ему принадлежат и текст, и музыка, так и написанных в соавторстве (композиторы Григорий Гладков, Александр Лукьянов, Леонид Любовский, Герман Лукьянов, Ирина Тульчинская, Виталий Харисов, Александр Комаров, Алсу Абдуллина, Александр Квоков, Василий Евдокимов и др.); есть у него и песни на стихи других поэтов (Уолтер де ла Мэр, Шел Силверстейн, Владислав Ходасевич, Дон Аминадо, Лариса Миллер, Владимир Орлов, Сергей Малышев, Людмила Уланова и др.). Авторский альбом, «Лунатики», включивший шестнадцать «взрослых» песен, появился в 2004 году. Некоторые песенные тексты Б.Вайнера вошли наряду со стихами и переводами в книги «Оловянный, деревянный и стеклянный» и «Прямо в небеса».
Как драматург пишет и переводит преимущественно пьесы-сказки, прежде всего для театра кукол («Новая история Трёх Поросят» («Сюрприз для Волка»), «Тайна цветного стекла» (по мотивам Р. Бредбери), «Цветик-семицветик» (по В. Катаеву), «Алмазная гора»,"Высоко сижу, далеко гляжу…" («Про Машу, Мишу и кашу»), «Сказка о Храбреце и Хитреце» («Богатырь из теста») и др.) Его пьесы и иные произведения поставили, в частности, Татарский государственный театр кукол «Экият» («Сказка»), а также театры Оренбурга, Бугульмы, Минска, Дзержинска, Сызрани, Алматы, Кустаная, театральные коллективы из Москвы, Астрахани, Северодонецка, Калинина,Томска, Комсомольска-на-Амуре и других городов России и сопредельных стран.
По сценариям Б. Вайнера снимались сюжеты киножурнала «Ералаш».
Живёт и работает в Казани.

## Награды и премии
Борис Вайнер — лауреат Государственной премии Республики Татарстан им.Г.Тукая (2024), лауреат республиканской литературной премии РТ им. Г.Р.Державина (2020), казанской Литературной премии им. М.Горького (2007), литературной премии им. С.Сулеймановой (2016), Международной литературной премии «Золотое перо Руси» (2013). Заслуженный деятель искусств Республики Татарстан.